# George Kelly
George Kelly (1905-1967) fue un psicólogo estadounidense, pionero de las teorías cognoscitivas de acercamiento a la personalidad y creador de la Teoría de los constructos personales.

## Biografía
George Kelly nació en una granja de Perth, Kansas, en 1905. Hijo único en una familia de presbiteranos devotos.
Estudió Bachillerato en Wichita, Kansas. Kelly se licenció como ingeniero primero en el Colegio Park (1926) y en pedagogía después, cursando como Magíster en Sociología Educativa (Universidad de Kansas), Licenciado en Educación (Universidad de Edimburgo, Escocia), y finalmente Doctor en Psicología (1931, Universidad Estatal de Iowa) con una tesis sobre incapacidades del habla y de la lectura.
Al año siguiente ocupó una plaza de profesor en el Fort Hays College de Kansas (EE. UU.). En este ambiente, Kelly tuvo que afrontar una copiosa carga docente y, a su vez, la creación y organización de la sección de psicología clínica en el mismo College. Todo ello en un estado de aislamiento intelectual y profesional casi total.
Terminó su etapa en Kansas con su incorporación como psicólogo al ejército norteamericano.
En 1946, es nombrado profesor y director del programa de formación en psicología clínica de la Universidad Estatal de Ohio, cargo en el que sucede a Carl Rogers. Es durante su etapa en Ohio cuando formaliza sus ideas sobre personalidad y psicoterapia, publicando en 1955 su psicología de los constructos personales. Esta obra supone una alternativa global a la psicología de la época.
Quizás precisamente por esto y por su muerte repentina en 1967,ha sido por lo que la obra de Kelly no tuvo gran impacto.

## Teoría
Kelly (1955) sugiere que nos percibimos como científicos debido a que, en nuestros esfuerzos por entender el mundo, desarrollamos constructos que actúan como hipótesis. Estableció su teoría de acercamiento a la personalidad con base al alternativismo filosófico, mediante un postulado fundamental y once corolarios.
"Los procesos de una persona son canalizados en forma psicológica por las formas en que anticipa los eventos"
1. Interpretación. "Una persona anticipa los eventos interpretando sus replicaciones" (Interpretar= Explicar un evento).
2. Individualidad. "Las personas difieren entre sí en su interpretación de los acontecimientos". Dos individuos no interpretan los eventos de una misma forma.
3. Organización. "Cada persona desarrolla de manera característica, por su conveniencia en la anticipación de los acontecimientos, un sistema de interpretación que abarca las relaciones ordinales entre constructos".
4. Dicotomía. "El sistema de interpretación de una persona está compuesto de un número finito de constructos dicotómicos". Al realizar una interpretación de un acontecimiento no sólo se hace una afirmación respecto de éste, sino que también se indica que la cualidad opuesta no es característica del acontecimiento.
5. Elección. "Una persona elige por sí misma la alternativa en un constructo dicotomizado para la cual anticipa la mayor posibilidad para extensión y definición de su sistema".
6. Rango. "Un constructo es conveniente sólo para la anticipación de un rango finito de eventos". El constructo de 'alto contra bajo' es útil para describir personas, árboles o caballos, pero es casi inútil para entender el clima.
7. Experiencia. "El sistema de interpretación de una persona varía conforme interpreta de manera sucesiva la réplica de los eventos".
8. Modulación. "La variación en el sistema interpretativo de una persona es limitada por la permeabilidad de los constructos dentro de cuyo rango de conveniencia se encuentra la variante". El grado en que los constructos de una persona pueden ser adaptados o modulados depende del marco de referencia existente y la organización del sistema de interpretación. Los constructos son permeables, es decir, están abiertos al cambio y a la alteración, aunque algunos son más permeables que otros.
9. Fragmentación. "Una persona puede emplear con éxito una variedad de subsistemas de interpretación los cuales son inferencialmente incompatibles entre sí".
10. Comunalidad. "En la medida en que una persona emplea una interpretación de la experiencia que es similar a la utilizada por otra, sus procesos psicológicos son similares a los del otro individuo". Esto no significa que sus experiencias sean idénticas.
11. Sociabilidad. "En la medida en que una persona entiende los procesos de interpretación de otra, puede desempeñar un papel en un proceso social que implique al otro individuo". Nuestra capacidad para interactuar socialmente con otras personas implica el entendimiento de una gama amplia de sus constructos y conductas.
De acuerdo con Kelly, los trastornos psicológicos ocurren cuando una persona se aferra a los constructos personales y continúa usándolos a pesar del hecho de que la experiencia subsecuente no los valide. Dicho individuo tiene dificultad para anticipar y predecir acontecimientos y es incapaz de aprender de las experiencias. La psicoterapia, entonces, consiste en un método de "reconstrucción" mediante el uso de representaciones de roles y terapia de rol fijo, entre otros.
Pese a que el mismo Kelly no quiso catalogar su teoría como cognoscitiva, fue el primero en enfatizar expresamente la racionalidad del ser humano. Su teoría es conocida en Inglaterra y Europa que en Estados Unidos, y a fin de entender con mayor amplitud la forma en que una persona interpreta al mundo, desarrolló la Prueba de Repertorio de Constructos de roles, conocida en forma simple como la Prueba Rep, bastante usada como recurso de evaluación en la Industria. Hoy en día algunos autores lo consideran un protoconstructivista

## Obra
George Kelly no fue un escritor prolífico. Dos textos y alrededor de una docena de artículos constituyen la suma de sus publicaciones. Su teoría básica se publicó en una obra de dos volúmenes llamada The Psychology of Personal Constructs (1955).